# آلیتا فرشته جنگ: آخرین سفارش
آلیتا فرشته جنگ: آخرین سفارش (به انگلیسی: Battle Angel Alita: Last Order) که در ژاپن تحت نام گانمو: آخرین سفارش (銃夢Last Order Ganmu Rasuto Ōdā) شناخته می‌شود، یک مجموعه مانگا ژاپنی سایبرپانک است که توسط یوکیتو کیشیرو خلق شده‌است و بین سال‌های ۲۰۰۰ تا ۲۰۱۴ به تعداد ۱۹ جلد به چاپ می‌رسید. این دومین مجموعه از فرنچایز آلیتا فرشته جنگ است، و مستقیماً دنبالهٔ سری اصلی به‌شمار می‌رود. داستان مجموعه دربارهٔ آلیتا (گالی در نسخه ژاپنی) و دنبالهٔ تلاشش برای کشف گذشته مرموز خود است. داستان در نسخه سوم و پایانی تحت عنوان آلیتا فرشته جنگ: سرگذشت مارس ادامه دارد.